# Zach Britton
Zackary Grant Britton (nacido el 22 de diciembre de 1987) es un lanzador estadounidense de ascendencia Dominicana de béisbol profesional que es agente libre de las Grandes Ligas. Anteriormente jugó con los Baltimore Orioles y los New York Yankees.
En la temporada 2016, fue premiado como el Relevista del Año en la Liga Americana, luego de registrar efectividad de 0.54 que estableció una marca histórica para un lanzador con al menos 50 entradas lanzadas, además de liderar la liga con 47 salvamentos.

## Carrera profesional

### Baltimore Orioles
Britton fue seleccionado por los Orioles de Baltimore en el draft de 2006. Debutó en las mayores el 3 de abril de 2011, obteniendo la victoria ante los Rays de Tampa Bay por 5-1 en el Tropicana Field, donde permitió una carrera y tres hits en seis entradas lanzadas. Finalizó su temporada como novato realizando 28 aperturas, dejando marca de 11-11 con efectividad de 4.61.
En 2015, Britton fue invitado a su primer Juego de Estrellas, luego de registrar marca de 1-0 con 23 salvamentos y 1.72 de efectividad durante la primera mitad de la temporada. Finalizó el año con marca de 4-1, salvando 36 juegos en 40 oportunidades y efectividad de 1.92.
En 2016, Britton fue invitado a su segundo Juego de Estrellas, y culminó la temporada con marca de 2-1, 74 ponches y 47 salvamentos en igual número de oportunidades, líder de la Liga Americana. Además, estableció una marca con 0.54 de efectividad, la menor para una lanzador con al menos 50 entradas lanzadas. Al final de la temporada fue premiado como el Relevista del Año de la liga.
En 2017, Britton tuvo problemas de lesiones durante la primera mitad de la temporada, pero logró lanzar en 38 juegos donde registró efectividad de 2.89 con 15 salvamentos.
El 20 de diciembre de 2017, se anunció que Britton se rompió el tendón de Aquiles derecho, por lo que se estimó estaría fuera de acción por al menos seis meses.
Debido a su proceso de recuperación, inició la temporada 2018 en la lista de lesionados de 60 días, logrando debutar el 12 de junio ante los Medias Rojas de Boston, donde otorgó tres bases por bolas.

### New York Yankees
El 24 de julio de 2018, Britton fue traspasado a los Yanquis de Nueva York a cambio de Dillon Tate, Cody Carroll y Josh Rogers. Culminó la temporada con efectividad de 3.10 y siete salvamentos en 40 2⁄3 entradas lanzadas entre los dos equipos.
El 11 de enero de 2019, firmó un contrato por tres años y $39 millones con los Yanquis, con opción a un cuarto año adicional. Ese año registró marca de 3-1 y efectividad de 1.91 con 29 juegos sostenidos (holds) en 61 1⁄3 entradas.
En la temporada de 2020 acortada por la pandemia de COVID-19, Britton registró marca de 1-2 con ocho salvamentos y 1.89 de efectividad. El 29 de octubre, los Yanquis ejercieron su opción de contrato para 2022 por $14 millones.
El 9 de septiembre de 2021, Britton se sometió a una cirugía Tommy John junto a la extracción de astillas de hueso en su codo de lanzar.

## Estilo de lanzar
Britton utiliza tres lanzamientos, siendo el principal un sinker de 96 mph. Además lanza un recta de cuatro costuras y una curva de 82-83 mph. 